# 1992 في أستراليا
فيما يلي قوائم الأحداث التي وقعت خلال عام 1992 في أستراليا.

## سياسة

### تعيين في المنصب
- 6 أكتوبر – جوان كيرنير Leader of the Opposition (Victoria) [الإنجليزية]‏.

### انتهاء فترة المنصب
- 2 أكتوبر – دايفيد كينيدي عضو الجمعية التشريعية فيكتوريا.
- 6 أكتوبر – جوان كيرنير Premier of Victoria [الإنجليزية]‏.

## رياضة
- 8 نوفمبر – جائزة أستراليا الكبرى 1992 الفائز غيرهارد بيرغر.

## ظهور
- 1 يناير – سيلفرتشير

## موسيقى

### أغاني
من الأغاني التي صدرت هذه السنة في أستراليا:
- 13 أبريل – فاينر فيلنغز من غناء كايلي مينوغ.
- 1 أغسطس – وات كايند أوف فول من غناء كايلي مينوغ.

## مواليد

### يناير
- 1 يناير – أورفيوس بليدجر
- 2 يناير – إيزابيلا هولاند لاعبة كرة مضرب أسترالية.
- 5 يناير – ترنت سينزبوري لاعب كرة قدم أسترالي.
- 21 يناير – جيمس داكويرث لاعب كرة مضرب أسترالي.
- 31 يناير – تاهني أتكينسون عارضة أسترالية.

### فبراير
- 1 فبراير – لاكلان مورتون درّاج طريق أسترالي.
- 25 فبراير – أنتوني درميك لاعب كرة سلة أسترالي.

### مارس
- 2 مارس – كرم بولوت لاعب كرة قدم.
- 23 مارس – كايري إيرفينغ

### أبريل
- 6 أبريل – مونيكا ويجنيرت لاعبة كرة مضرب أسترالية.
- 8 أبريل – ماثيو رايان لاعب كرة قدم أسترالي.
- 27 أبريل – ميتش كريك لاعب كرة سلة أسترالي.

### مايو
- 3 مايو – ميليسا وو غطاسة أسترالية.

### يونيو
- 4 يونيو – مورغان جريفين ممثلة أسترالية.
- 14 يونيو – بين هالوران لاعب كرة قدم أسترالي.

### يوليو
- 28 يوليو – بايلي رايت لاعب كرة قدم أسترالي.

### أغسطس
- 14 أغسطس – ليام غراهام لاعب كرة قدم نيوزلندي.

### سبتمبر
- 7 سبتمبر – تيغان مارتن
- 18 سبتمبر – بريندان هاميل
- 25 سبتمبر – ماسيمو لونغو لاعب كرة قدم أسترالي.
- 29 سبتمبر – أنتوني كاسيريس لاعب كرة قدم أسترالي.

### نوفمبر
- 2 نوفمبر – إيميلي تشيري
- 6 نوفمبر – ريبيكا ألين لاعبة كرة سلة أسترالية.
- 17 نوفمبر – أليكس شيدي لاعبة كرة سلة أسترالية.
- 29 نوفمبر – صوفي ليتشر لاعبة كرة مضرب أسترالية.
- 30 نوفمبر – بنيامين ميتشل لاعب كرة مضرب أسترالي.

### ديسمبر
- 16 ديسمبر – توم روغيتش لاعب كرة قدم أسترالي.
- 22 ديسمبر – كاتسوما شينوري
- 31 ديسمبر – ايمي كوري متسابقة دراجات أسترالية.

## وفيات

### يناير
- 3 يناير – جوديث أندرسون (مواليد 1897) ممثلة أسترالية.

### أبريل
- 14 أبريل – إيرين غرينوود (مواليد 1898)